# 今福友清
今福 友清（いまふく ともきよ）は、戦国時代から安土桃山時代にかけての武将。甲斐武田氏の家臣。譜代家老衆。駿河国久能城主。

## 略歴
今福氏は甲斐源氏・奈古氏を遠祖とする一族。『甲陽軍鑑』によれば、長閑斎は70騎を有していたという。
武田氏は天文年間に信濃侵攻を本格化させるが、『高白斎記』によれば天文22年（1553年）の信濃国筑摩郡侵攻において「今福石見守」が刈屋原城（現・長野県松本市）の城代となり、知行地を巡り信濃国衆の海野下野守と争論が発生したという。この記事が初見史料とされる。また、『高白斎記』によれば、信濃深志城主・馬場信房、平瀬城主・原虎胤が甲府参府中に、長閑斎は横田康景と共に在番と仁科衆への監視を務めている。
永禄4年（1561年）の川中島の戦いでは嫡男・今福虎孝が従軍しているため、この頃に長閑斎は隠居していると考えられている。
永禄11年（1568年）12月6日、武田氏は駿河今川領国への侵攻を開始する（駿河侵攻）。『甲陽軍鑑』「武田法性院信玄公御代惣人数之事」に拠れば、長閑斎は駿河・久能城（現・静岡県静岡市）の城主を務めたという。久能城は駿河侵攻において後北条氏が富士郡・駿東郡に侵攻した際に、対後北条氏の拠点城郭として久能山に築城され、駿河侵攻時には武田一族の板垣信安（左京亮）が城主となっている。武田氏は元亀2年（1571年）には駿河を領国化し後北条氏との甲相同盟も回復しており、『甲陽軍鑑』「惣人数之事」は元亀・天正年間の記事と推定されているため、長閑斎は板垣の後任として久能城主になったと考えられている。久能城は富士川以西・大井川以東の地域における支配拠点で、長閑斎は地域支配を担う「駿東郡司」（郡代）の権限を持っていたと考えられている。
天正5年（1577年）3月6日には鉄山宗鈍に自身の逆修供養（生前供養）を依頼している。天正9年（1581年）、病没。法名は「月岩紹心庵主」。

## 子孫
家督は嫡男・今福虎孝（丹後守、善十郎友実、子に今福友直がいる）が継承し、久能城主の地位も継承している。虎孝は天正10年（1582年）に徳川氏の侵攻で自刃する。今福友久（丹波守）・今福昌和ら次男以下も討死し、生き残った養子・今福昌常（新左衛門、和泉守、長坂光堅の次男）と孫の友直は徳川氏に仕えている。